# Serie C1 2005/2006
Soutěžní ročník Serie C1 2005/06 byl 28. ročník třetí nejvyšší italské fotbalové ligy. Soutěž začala 27. srpna 2005 a skončila 18. června 2006. Účastnilo se jí celkem 36 týmů rozdělené do dvou skupin po 18 mužstev. Z každé skupiny postoupil vítěz přímo do druhé ligy, druhý postupující se probojoval přes play off.
Pro následující sezonu nebyly přijaty tyto kluby:
- AS Fidelis Andria: v minulé sezóně se umístil na 16. místě ve skupině A, kvůli finančním problémům hrál v nižší lize.
- AC Reggiana: v minulé sezóně na 5. místě ve skupině B, kvůli finančním problémům hrál v nižší lize.
- FC Benevento: v minulé sezóně na 8. místě ve skupině B, kvůli finančním problémům hrál v nižší lize.
- SPAL: v minulé sezóně na 9. místě ve skupině B, kvůli finančním problémům hrál v nižší lize.

Z nižší ligy postoupili ještě navíc kluby AC Monza Brianza 1912, SS Juve Stabia a San Marino Calcio. Klub Chieti Calcio které mělo z minulé sezony sestoupit, bylo ponecháno v soutěži.

## Skupina A
| Poř. | Tým                          | Z  | V  | R  | P  | VG | OG | B  |
| ---- | ---------------------------- | -- | -- | -- | -- | -- | -- | -- |
| 1.   | Spezia Calcio 1906           | 34 | 17 | 12 | 5  | 42 | 22 | 63 |
| 2.   | Janov CFC 1                  | 34 | 15 | 14 | 5  | 42 | 27 | 56 |
| 3.   | AC Monza Brianza 1912        | 34 | 14 | 14 | 6  | 35 | 25 | 56 |
| 4.   | AC Pavia                     | 34 | 15 | 9  | 10 | 44 | 29 | 54 |
| 5.   | Salernitana Calcio 1919      | 34 | 13 | 13 | 8  | 42 | 30 | 52 |
| 6.   | AS Cittadella                | 34 | 14 | 8  | 12 | 38 | 33 | 50 |
| 7.   | Teramo Calcio 2              | 34 | 14 | 11 | 9  | 39 | 35 | 49 |
| 8.   | Novara Calcio                | 34 | 12 | 12 | 10 | 40 | 36 | 48 |
| 9.   | Calcio Padova                | 34 | 11 | 14 | 9  | 36 | 32 | 47 |
| 10.  | Pro Patria Gallaratese G.B.  | 34 | 10 | 14 | 10 | 36 | 39 | 44 |
| 11.  | Giulianova Calcio            | 34 | 10 | 13 | 11 | 33 | 33 | 43 |
| 12.  | AS Pizzighettone             | 34 | 9  | 16 | 9  | 37 | 32 | 43 |
| 13.  | Ravenna Calcio               | 34 | 11 | 10 | 13 | 30 | 33 | 43 |
| 14.  | AC Pro Sesto                 | 34 | 11 | 5  | 18 | 28 | 48 | 38 |
| 15.  | Sambenedettese Calcio 1923 3 | 34 | 11 | 9  | 14 | 35 | 48 | 36 |
| 16.  | AC Lumezzane                 | 34 | 9  | 8  | 17 | 35 | 44 | 35 |
| 17.  | San Marino Calcio            | 34 | 8  | 11 | 15 | 32 | 38 | 35 |
| 18.  | Fermana Calcio               | 34 | 2  | 7  | 25 | 18 | 58 | 13 |

Poznámky
- Z = Odehrané zápasy; V = Vítězství; R = Remízy; P = Prohry; VG = Vstřelené góly; OG = Obdržené góly; B = Body
- za výhru 3 body, za remízu 1 bod, za prohru 0 bodů.
- 1  Janov CFC bylo odečteno 3 body.
- 2  Teramo Calcio bylo odečteno 4 body.
- 3  Sambenedettese Calcio 1923 bylo odečteno 6 bodů.

|  | Přímý postup do Serie B 2006/07  |
|  | Play off                         |
|  | Play out                         |
|  | Přímý sestup do Serie C2 2006/07 |

### Play off
Boj o postupující místo do Serie B.

#### Semifinále
AC Pavia – AC Monza Brianza 1912 1:1, 0:2

Salernitana Calcio 1919 – Janov CFC 2:1, 1:2

#### Finále
AC Monza Brianza 1912 – Janov CFC 0:2, 1:0
Postup do Serie B 2006/07 vyhrál tým Janov CFC.

### Play out
Boj o udržení v Serie C1.
San Marino Calcio – AC Pro Sesto 1:0, 0:0

AC Lumezzane – Sambenedettese Calcio 1923 3:1, 0:4
Sestup do Serie C2 2006/07 měli kluby AC Pro Sesto a AC Lumezzane. Klub AC Pro Sesto nakonec zůstal i pro příští sezonu.

## Skupina B
| Poř. | Tým                         | Z  | V  | R  | P  | VG | OG | B  |
| ---- | --------------------------- | -- | -- | -- | -- | -- | -- | -- |
| 1.   | Neapol Soccer               | 34 | 19 | 11 | 4  | 48 | 20 | 68 |
| 2.   | Frosinone Calcio            | 34 | 15 | 10 | 9  | 43 | 37 | 55 |
| 3.   | Polisportiva Sassari Torres | 34 | 12 | 17 | 5  | 44 | 32 | 53 |
| 4.   | US Grosseto FC              | 34 | 12 | 15 | 7  | 37 | 34 | 51 |
| 5.   | AC Sangiovannese            | 34 | 12 | 15 | 7  | 37 | 34 | 51 |
| 6.   | Perugia Calcio              | 34 | 14 | 8  | 12 | 35 | 37 | 50 |
| 7.   | AS Lucchese Libertas        | 34 | 13 | 10 | 11 | 33 | 27 | 49 |
| 8.   | AC Martina 1947             | 34 | 13 | 8  | 13 | 41 | 39 | 47 |
| 9.   | Gela J.T.                   | 34 | 9  | 16 | 9  | 31 | 35 | 43 |
| 10.  | SS Manfredonia Calcio       | 34 | 10 | 12 | 12 | 36 | 38 | 42 |
| 11.  | AC Pistoiese                | 34 | 8  | 18 | 8  | 28 | 24 | 42 |
| 12.  | SS Lanciano                 | 34 | 10 | 11 | 13 | 36 | 35 | 41 |
| 13.  | Foggia Calcio               | 34 | 8  | 16 | 10 | 32 | 32 | 40 |
| 14.  | AS Acireale                 | 34 | 8  | 15 | 11 | 29 | 34 | 39 |
| 15.  | Pisa Calcio                 | 34 | 11 | 6  | 17 | 31 | 43 | 39 |
| 16.  | US Massese                  | 34 | 9  | 11 | 14 | 21 | 36 | 38 |
| 17.  | SS Juve Stabia              | 34 | 7  | 12 | 15 | 25 | 36 | 33 |
| 18.  | Chieti Calcio               | 34 | 7  | 7  | 20 | 24 | 46 | 28 |

Poznámky
- Z = Odehrané zápasy; V = Vítězství; R = Remízy; P = Prohry; VG = Vstřelené góly; OG = Obdržené góly; B = Body
- za výhru 3 body, za remízu 1 bod, za prohru 0 bodů.

|  | Přímý postup do Serie B 2006/07  |
|  | Play off                         |
|  | Play out                         |
|  | Přímý sestup do Serie C2 2006/07 |

### Play off
Boj o postupující místo do Serie B.

#### Semifinále
AC Sangiovannese – Frosinone Calcio 0:0, 0:0

US Grosseto FC – Polisportiva Sassari Torres 1:0, 1:0

#### Finále
Frosinone Calcio – US Grosseto FC 0:0, 1:0
Postup do Serie B 2006/07 vyhrál tým Frosinone Calcio.

### Play out
Boj o udržení v Serie C1.
SS Juve Stabia – AS Acireale 2:1, 1:1

US Massese – Pisa Calcio 1:0, 1:2
Sestup do Serie C2 2006/07 měli kluby AS Acireale a US Massese. Nakonec klub US Massese zůstalo v soutěži i pro příští sezonu.